# Conistra fereunicolor
Conistra fereunicolor là một loài bướm đêm trong họ Noctuidae.